# Mistrzostwa Świata w Podnoszeniu Ciężarów 1908
11. Mistrzostwa Świata w Podnoszeniu Ciężarów, odbyły się w dniach 8–9 grudnia 1908 w Wiedniu. Startowali tylko mężczyźni w 2 kategoriach wagowych – do 80 kg i pow. 80 kg. Udział wzięło 23 sportowców. Tryumfowali sami Austriacy.

## Rezultaty
| Kategoria: | Złoto        | Srebro           | Brąz              |
| 80 kg      | Johann Eibel | Anton Nejedlik   | Johann Staudinger |
| 80+ kg     | Josef Grafl  | Berthold Tandler | Edmund Danzer     |

## Tabela medalowa
| Poz. | Państwo           |   |   |   | Łącznie |
| ---- | ----------------- | - | - | - | ------- |
| 1    | Cesarstwo Austrii | 2 | 2 | 2 | 6       |
|      | Łącznie           | 2 | 2 | 2 | 6       |